# 武井浩三
武井 浩三（たけい こうぞう、1983年9月29日 - ）は、日本の経営思想家、社会活動家、社会システムデザイナー、著作家。神奈川県横浜市出身、カリフォルニア州シトラス大学（Citrus College）芸術学部音楽学科卒業。

## 経歴
神奈川県横浜市生まれ。父親は横浜市旭区で町工場を営む。神奈川県立横浜平沼高等学校を卒業。
高校卒業後、ミュージシャンを志し渡米。カリフォルニア州のシトラス大学（Citrus College）芸術学部音楽学科を卒業。帰国後にCDデビューを果たす。アメリカでの体験からアパレル系インターネットメディア事業（月間30万PV）を起業するも1,000万円の負債を抱え、倒産・事業売却。この経験から 「関わるもの全てに貢献することが企業の使命」という考えを持つようになる。
2007年（平成19年）ダイヤモンドメディア株式会社を創業。「不動産業界における健全なマーケットの育成」をコンセプトに仲介業者・管理会社・不動産オーナー向けサービスを開発・提供する不動産テクノロジーベンチャー。会社設立時より、経営の透明性をシステム化する。「給与、経費、財務諸表をすべて社内に公開」「役職・肩書を廃止」「働く時間・場所・休みは自由」「起業・副業を推奨すいしょう」「代表・役員は選挙で決める」といった管理しないマネジメントが次世代型企業として注目を集める。
2017年（平成29年）「ホワイト企業大賞」を受賞。自律分散型経営(ティール組織、ホラクラシー経営)における、国内実践者のパイオニアとしてメディアへの寄稿、講演、組織支援をスタート。組織論に留まらず、「自律分散・循環経済・重なり合い」をキーワードに、持続可能な社会システムや貨幣経済以外の経済圏、民主主義のアップデートなど、社会の新しい在り方を実現するための研究・活動を多数行う。
2018年（平成30年）これまでの経験を凝縮した独自の経営理論「自然じねん経営」を確立。自ら立ち上げた一般社団法人自然じねん経営研究会で、その研究と実践を継続。そのコミュニティメンバーは2,000名を超える。それらの活動と並行して、不動産領域におけるDX推進活動に尽力し、同年、一般社団法人不動産テック協会を設立、初代代表理事を務める。
ほかに、一般社団法人LIVING TECH協会理事、公益財団法人日本賃貸住宅管理協会IT部会幹事、国土交通省公益遊休不動産活用プロジェクトアドバイザー、住宅地盤情報普及促進委員会委員なども歴任。
2019年（令和元年）9月、ダイヤモンドメディアを退任する。課題意識が社外の領域を占めるようになった。以後、経営や組織論に留まらず「自律分散・循環経済・重なり合い」の3つをキーワードに、持続可能な社会システムや貨幣経済以外の経済圏など、新しい社会の在ありかたを実現するための研究・活動に注力。同年、世田谷区ふるさと納税キャンペーンのエバンジェリストにも選出される。
2019年（令和元年）10月、鎌倉投信の創業者である新井和宏が起業したコミュニティ通貨のプラットフォームを運営する非営利株式会社eumoユーモの共同経営者として、新しい金融にかかわりながら、SDGs、組織開発、フェアトレード、エシカル消費、地域エネルギー、地方創生などに奔走。ほか、多数の営利非営利企業にてボードメンバーも務める。世田谷区における地域活動ではNPO法人neomuraネオムラの理事として、地域のお祭りや清掃活動、地域の農コミュニティ、都市型地域通貨の発行流通などを行う。
2021年（令和3年）世田谷区の委託事業がスタート。世田谷区で畑をつくるプロジェクトが進む。
2022年（令和4年）9月、自身のYouTubeチャンネル『武井浩三の経営問答 by 手放すじぶんラボラトリー』を開設。経営者向けに進化型組織をつくるこれからの時代の経営塾。組織を新しくアップデートしていきたい企業の支援をしていく。

## 人物
- 23歳で会社を倒産させてどん底だった。横浜で町工場を営む父親の言葉「仕事は命よりも重いんだ」という言葉が心を刺す。「1年で会社をダメにして、結局、オレは何をしたかったんだろう。一緒に仕事をしている仲間やその家族もひっくるめて幸せにしないと会社として存続する意味はない。そういう会社をもう一度作ろう」と決心した[1]。
- 「そもそも経営って？」「働くってなんだ？」という会社組織の根本まで目線を落とした。経営学、心理学、生物科学などあらゆる本を読み漁った。アリは群れの中で2割が働かずに遊んでいる。しかし2割がイノベーションを起こす。オオカミは生存確率が高めるために群れの中でヒエラルキーを作る。その中でブラジルのセムコ社の会社組織に感銘を受けた[1]。
- アメリカに音楽留学してカルチャーショックを受け、ビジネスに目覚めると自己啓発にのめり込んだ。ナポレオン・ヒル、デール・カーネギーを読み漁あさった[9]。
- インタビューで感銘を受けた3冊の本として『奇跡の経営／リカルド・セムラー』『非常識経営の夜明け／天外伺朗』『経営の未来／ゲイリー・ハメル』をあげている[9]。
- 既婚者。3人の子どもがいる[9]。

## 肩書き
- ダイヤモンドメディア株式会社 創業者
- 非営利株式会社eumo 共同代表取締役
- 組合型株式会社Next Commons Lab 共同代表取締役
- 株式会社Asante（AFRIKA ROSE）取締役
- 株式会社ブレスカンパニー（手放す経営ラボ）取締役
- イノセントワールド株式会社 取締役
- YouBeYou株式会社 監査役
- NPO法人neomura 理事
- 合同会社neomura 代表社員
- 氣合同会社(いきごうどうがいしゃ) Co-Founder
- (一社)公共貨幣フォーラム 理事
- (一社)Fukusen 理事
- (一社)タダの箱庭 監事
- (一社)経営実践研究会 アドバイザー
- (一社)Social Entrepreneurs Association メンター
- (一社)自然経営研究会 発起人/初代代表理事
- (一社)不動産テック協会 発起人/初代代表理事
- (一社)LIVING TECH協会 設立理事
- (一財)西粟倉むらまるごと研究所 共同設立者
- 奈良県立大学 地域創造学部 共同研究員（撤退学研究）
- 駒澤大学 現代応用経済学科 ラボラトリ研究員

## 書籍
※ 国立国会図書館「武井浩三」調べ
- 『会社からルールをなくして社長も投票で決める会社をやってみた。 : 人を大事にするホラクラシー経営とは?』（WAVE出版、2018年3月）
- 『管理なしで組織を育てる』（大和書房、2019年3月）
- 『自然経営 : ダイヤモンドメディアが開拓した次世代ティール組織』（天外伺朗と共著、内外出版社、2019年9月）

## CD
- 『人を活かす《自律・自走組織》の経営』（日本経営合理化協会、2018年2月）

## 出演

### テレビ
- 『ワールドビジネスサテライト』（テレビ東京）[9]
- 『日テレNEWS24』（日本テレビ）[9]

### 雑誌
※ 国立国会図書館「武井浩三」調べ
- 『Samgha Japan+』（サンガ新社）- 「「恐れと不安」から「愛」で循環する経済をマインドフルシティ鎌倉から」
- 『地域創造学研究』（奈良県立大学）- 「ポスト資本主義社会に向けた実践と考察」
- 『翼』（航空自衛隊連合幹部会）- 「21世紀を導く新しい組織形態「ホラクラシー」」
- 『共済と保険』（共済保険研究会）- 「組織と社会を"協同"からリ・デザインする」
- 『Fitness business』（クラブビジネスジャパン）- 「情報とエネルギーが循環していくチーム、組織、社会」
- 『Learning design』（日本能率協会マネジメントセンター）- 「特集 最新組織論から考える 動ける・変われる組織の秘密」
- 『人事マネジメント』（ビジネスパブリッシング）- 「組織づくりの答えは、問い続けていくなかにある」
- 『理念と経営』（コスモ教育出版）- 「社員と会社の利益を一致させる」